# Zanesljivost Wikipedije
Zanesljivost Wikipedije zadeva veljavnost, preverljivost in verodostojnost Wikipedije in njenega uporabniškega modela urejanja, zlasti njene izdaje v angleškem jeziku. Pišejo in urejajo jo uredniki prostovoljci, ki ustvarjajo spletne vsebine z uredniškim nadzorom drugih urednikov prostovoljcev s pomočjo politik in smernic, ki jih ustvarjajo skupnosti. Wikipedija vsebuje splošno izjavo o omejitvi odgovornosti, da jo lahko "kadar koli ureja vsakdo" in ohranja vključujoči prag "preverljivost, ne resnica". Ta model urejanja je močno koncentriran, saj 77% vseh člankov piše 1% njegovih urednikov, od katerih je večina anonimnih. Zanesljivost projekta je bila statistično preizkušena s primerjalnim pregledom, analizo zgodovinskih vzorcev ter prednosti in slabosti, ki so značilne za njegov postopek urejanja. Spletno enciklopedijo so kritizirali zaradi njene dejanske zanesljivosti, predvsem glede vsebine, predstavitve in uredniških postopkov. Študije in raziskave, ki skušajo oceniti zanesljivost Wikipedije, so bile mešane, ugotovitve so bile različne in nedosledne.
Izbrane ocene njene zanesljivosti so preučile, kako hitro se odstrani vandalizem - vsebina, ki jo uredniki zaznajo kot lažno ali zavajajočo informacijo. Dve leti po začetku projekta, leta 2003, je IBM-ova študija pokazala, da se "vandalizem običajno popravi izredno hitro - tako hitro, da večina uporabnikov nikoli ne bo videla njegovih učinkov". Vključevanje lažnih ali izmišljenih vsebin na Wikipediji zaradi prostovoljnega uredništva včasih traja že leta. Njen model urejanja omogoča več sistemskih pristranskosti: namreč pristranskost izbire, pristranskost vključenosti, pristranskost sodelovanja in pristranskost skupinskega razmišljanja. Večino enciklopedije pišejo moški uredniki, kar vodi do pristranskosti glede spola v pokritost, sestava uredniške skupnosti pa med drugim povzroča pomisleke glede rasne pristranskosti, pristranskosti podjetij, pristranskosti podjetij in nacionalne pristranskosti.  Ideološka pristranskost na Wikipediji je bila ugotovljena tudi na zavestni in podzavestni ravni. Serija študij s Harvard Business School v letih 2012 in 2014 je ugotovila, da je Wikipedija "bistveno bolj pristranska" kot Encyclopædia Britannica, vendar je to ugotovitev bolj pripisala dolžini spletne enciklopedije v nasprotju s poševnim urejanjem.
Razširjenost nevtralnega urejanja ali urejanja navzkrižja interesov in uporaba Wikipedije za "urejanje maščevanja" je pritegnila javnost k vstavljanju lažnih, pristranskih ali obrekovalnih vsebin v članke, zlasti biografije živih ljudi. Znano je, da se članki o manj tehničnih temah, kot so družboslovne, humanistične in kulturne vede, ukvarjajo s cikli napačnih informacij, kognitivnimi pristranskostmi, neskladji pri pokrivanju in spori z uredniki. Spletna enciklopedija se ne šteje za zanesljiv vir in odvrača bralce od njene uporabe v akademskih ali raziskovalnih okoljih. Raziskovalci, učitelji, novinarji in javni uslužbenci Wikipedije ne štejejo za zanesljiv vir. Raziskovalcem se zdi dragoceno "izhodišče", ko posredujejo vsebino, da preučijo navedene reference, citate in vire. Akademiki predlagajo pregled zanesljivih virov pri ocenjevanju kakovosti člankov. 
Njena pokritost z medicinskimi in znanstvenimi članki, kot so patologija, toksikologija, onkologija, farmacija, in psihiatrija, je bila v študiji Nature 2005 primerjana s strokovnimi in strokovnimi viri. Leto kasneje je Encyclopædia Britannica izpodbijala študijo Nature, ta pa je odgovorila z nadaljnjo izpodbijanjem. Zaskrbljenost glede berljivosti in prekomerne uporabe tehničnega jezika je bila izpostavljena v študijah, ki so jih objavili American Society of Clinical Oncology (2011), Psychological Medicine (2012), in European Journal of Gastroenterology and Hepatology (2014). Wikipedijina priljubljenost, množično branje in brezplačna dostopnost so privedli do tega, da je enciklopedija ukazala na precejšnjo rabljeno spoznavno avtoriteto po vsem svetu. Njena zanesljivost je bila zelo razširjena v medijih in je pogosto predstavljena v popularni kulturi.